# 东帝汶总理
東帝汶總理（葡萄牙語：Primeiro-Ministro）是东帝汶的政府首脑，由东帝汶总统在议会选举后根據国民议会內各政党的意见任命，通常是最大党或联盟的领导人。总理监督政府的活动并担任部长会议主席。

## 历任总理
圖例
- 東帝汶獨立革命陣線（革陣）
- 東帝汶重建全國大會黨（大會黨）
- 人民解放黨（人解黨）
- 獨立人士

### 獨立戰爭期間的總理
| 任次 | 肖像 | 姓名 （生卒年份）                      | 任期           | 任期          | 政治聯繫 |
| ---- | ---- | -------------------------------------- | -------------- | ------------- | -------- |
| 1    |      | 尼古勞·多斯·雷斯·洛巴托 （1946－1978） | 1975年11月28日 | 1975年12月7日 | 革陣     |

### 恢復獨立後的總理
| 任次 | 肖像 | 姓名 （生卒年份）                 | 任期          | 任期          | 政治聯繫 |
| ---- | ---- | --------------------------------- | ------------- | ------------- | -------- |
| 2    |      | 马里·阿尔卡蒂里 （1949－）        | 2002年5月20日 | 2006年6月26日 | 革陣     |
| 3    |      | 若泽·拉莫斯·奥尔塔 （1949－）     | 2006年6月26日 | 2007年5月19日 | 獨立人士 |
| 4    |      | 埃斯坦尼斯劳·达·西尔瓦 （1952－） | 2007年5月19日 | 2007年8月8日  | 革陣     |
| 5    |      | 沙纳纳·古斯芒 （1946－）          | 2007年8月8日  | 2015年2月16日 | 大會黨   |
| 6    |      | 魯伊·馬里亞·德·阿勞若 （1964－）  | 2015年2月16日 | 2017年9月15日 | 革陣     |
| (2)  |      | 马里·阿尔卡蒂里 （1949－）        | 2017年9月15日 | 2018年6月22日 | 革陣     |
| 7    |      | 陶爾·馬坦·魯阿克 （1956－）       | 2018年6月22日 | 2023年7月1日  | 人解黨   |
| 5    |      | 沙纳纳·古斯芒 （1946－）          | 2023年7月1日  | 現任          | 大會黨   |

## 在世前任总理
截至2025年5月，歷任总理中有五位仍在世：
| 姓名                   | 任期                       | 出生日期和年齡 |
| ---------------------- | -------------------------- | -------------- |
| 马里·阿尔卡蒂里        | （2002－2006，2017－2018） | 1949年11月26日 |
| 若泽·拉莫斯·奥尔塔     | （2006－2007）             | 1949年12月26日 |
| 埃斯坦尼斯勞·達·西爾瓦 | （2007）                   | 1952年8月4日   |
| 沙纳纳·古斯芒          | （2007－2015）             | 1946年6月20日  |
| 魯伊·馬里亞·德·阿勞若  | （2015－2017）             | 1964年5月21日  |
| 陶爾·馬坦·魯阿克       | （2018－2023）             | 1956年10月10日 |

最近一位去世的前总理是尼古勞·多斯·雷斯·洛巴托，他于1978年12月31日去世，享年32岁。